# Che ora è
Che ora è è un film del 1989 diretto da Ettore Scola.
La pellicola ha come protagonisti Massimo Troisi e Marcello Mastroianni.

## Trama
Michele è un giovane napoletano, laureato in lettere, che a Civitavecchia sta per terminare il suo servizio di leva. Nella città laziale Michele ha costruito un piccolo mondo di relazioni e di rapporti che ha abbracciato ed accolto la sua tendenza esistenziale alquanto schiva e riservata e comunque non incline alla ricerca dell'affermazione, della visibilità e del successo personale.
A Civitavecchia piomba per una visita fugace il padre di Michele, un affermato avvocato romano che cerca di ricongiungersi al figlio, a lungo trascurato.
Il padre cerca a suo modo di colmare i lunghi anni di assenza tentando di ingraziarsi le attenzioni del figlio e ostentando in maniera irritante i regali lussuosi che a Roma, per Michele, ha già predisposto ma trasforma in irritazione la sua premura quando si avvede che le sue attenzioni e i suoi regali sono solo fonte di imbarazzo per il giovane militare. È invece un vecchio orologio d'argento il dono che Michele mostra di gradire, un orologio che apparteneva al nonno ferroviere e che al ragazzo rammenta momenti di calore familiare, di semplici gestualità vissute in età infantile.
Nelle lunghe ore dell'incontro padre e figlio, condizionati dalle reciproche incomprensioni, litigano spesso per poi riavvicinarsi. I tentativi affettuosi e paterni da parte dell'avvocato di conoscere suo figlio e di prodigarsi per lui diventano davvero invadenti e patetici quando i due si recano a casa di Loredana, una ragazza del luogo con la quale Michele intrattiene un debole ed incerto legame sentimentale ma che viene invece sottoposta ad un fitto interrogatorio da parte del genitore.
Le tensioni tra i due sfogano nello scontro quando il padre comprende finalmente e con rabbia che le proprie aspettative nei confronti di un figlio sconosciuto sono ben distanti dalla realtà del giovane, che, seppur con lentezza e incertezza, è avviato autonomamente in direzioni completamente opposte. La rabbia sfocia presto nella gelosia verso la moglie tanto che il padre confida a Michele un tradimento compiuto dalla madre. Il giovane rimane indignato, abbandonandolo alla stazione, dove il genitore è in attesa del treno per Roma.
L'anziano avvocato è solo quando viene nuovamente raggiunto sul treno da Michele. I due sciolgono finalmente le difficoltà dell'incontro e si abbandonano sereni ad un gioco infantile nel quale Michele, imitando i gesti del nonno paterno, estrae l'orologio d'argento dalla giacca e risponde orgoglioso ed impettito alla domanda: Che ora è?

## Produzione
Le parti militari interne furono girate presso la sede del 13º Gruppo Artiglieria da campagna "Magliana", locali della Prima Batteria, Caserma Piave, inquadrato nella Brigata Meccanizzata Granatieri di Sardegna.

## Riconoscimenti
- 1989 - Festival di Venezia

Troisi con la Coppa Volpi per la migliore interpretazione maschile vinta ex aequo con Mastroianni per il film

  - Coppa Volpi per la migliore interpretazione maschile a Marcello Mastroianni e Massimo Troisi
  - Premio Pasinetti per il miglior attore a Massimo Troisi
  - Premio OCIC a Ettore Scola
  - Candidatura Leone d'oro a Ettore Scola
- 1990 - David di Donatello
  - Candidatura Migliore attore protagonista a Massimo Troisi
  - Candidatura Migliore fotografia a Luciano Tovoli
  - Candidatura Migliore musicista a Armando Trovajoli
- 1990 - Nastro d'argento
  - Candidatura Regista del miglior film a Ettore Scola
  - Candidatura Migliore attore protagonista a Massimo Troisi e Marcello Mastroianni
- 1990 - Ciak d'oro
  - Miglior manifesto[1]